# Alar del Rey
Alar del Rey ist ein Ort und eine spanische Gemeinde (municipio) 35 km nördlich des Jakobsweges in der Provinz Palencia der Autonomen Gemeinschaft Kastilien-León. Sie liegt am Ufer des Río Burejo kurz vor seiner Einmündung in den Río Pisuerga und beherbergt Reste einer römischen Befestigung.
Neben dem Hauptort gehören zur Gemeinde noch die drei Ortsteile Becerril del Carpio (mit Barrio de Santa María, Barrio de San Pedro, La Puebla de San Vicente und Villarrodrigo), Nogales de Pisuerga und San Quirce del Río Pisuerga.

## Geschichte
Die Ursprünge Alar del Reys führen auf den Bau des Canal de Castilla zurück. Der Ort wurde 1657 gegründet und liegt am nördlichen Endpunkt dieses Bauwerks.
Die Eisenbahn erreichte den Ort im Jahr 1857.
Während des Spanischen Bürgerkrieges gab es auf dem Territorium der Gemeinde einen Feldflugplatz, der Einheiten der deutschen Legion Condor, wie Teilen der Jagdgruppe 88, insbesondere während des Krieges im Norden als Einsatzplatz diente.

## Sehenswürdigkeiten
- Kirche Virgen del Carmen, erbaut im 19. Jahrhundert im neuromanischen und neugotischen Stil